# Acraea carpenteri
Acraea carpenteri är en fjärilsart som beskrevs av Eltringham. Acraea carpenteri ingår i släktet Acraea och familjen praktfjärilar. Inga underarter finns listade i Catalogue of Life.